# Аяха Мелітхафа
Аяха Мелітхафа (англ. Ayakha Melithafa; нар. 2002, Західна Капська провінція, ПАР) — південноафриканська екологічна активістка та захисниця довкілля.

## Біографія
Мелітхафа народилася 2002 року у Еерсте-Рівері, Західна Капська провінція, передмістя Кейптауна. В даний час навчається в — Центрі науки і технологій в Хаєлітші.
Мелітхафа була однією з 16 дітей, — включаючи Ґрету Тунберг, Олександрію Вілласеньйор, Карла Сміта та Катаріну Лоренцо, які подали скаргу до Комітету ООН з прав дитини — за нездатність адекватно вирішити проблему кліматичної кризи.
Мелітхафа також зробила свій внесок у ініціативу «Project 90 by 2030 YouLead» — південноафриканську організацію, яка взяла на себе зобов'язання скоротити викиди вуглекислого газу на 90 % до 2030 року. У березні 2019 року Рубі Семпсон найняла її в команду молодіжних спікерів Африканського кліматичного альянсу, де їй надали можливість виступати з презентаціями, відвідувати конференції та інші заходи щодо захисту клімату. Вона також виконує функції рекрутера — АКАу.
Зокрема, Мелітхафа виступає за включення різноманітних голосів у кліматичний активізм:
|  | Дуже важливо, щоб бідні люди і кольорове населення виходили на ці протести і марші, тому що вони більше за інших відчувають на собі гнів зміни клімату. Важливо, щоб вони могли висловитися, щоб їх голос і їх вимоги були почуті. — Аяха Мелітхафа. |